# Caesars Palace Grand Prix Circuit
Caesars Palace Grand Prix Circuit je nekdanje ulično dirkališče v mestu Paradise v bližini mesta Las Vegas, v ameriški zvezni državi Nevada.
Proga dolžine 3,65 kilometra je gostila dve dirki svetovnega prvenstva Formule 1 za Veliko nagrado Las Vegasa, ki sta bili prirejeni v letih 1981 in 1982. Predrugačena različica proge, dolga 1,811 kilometra, je v letih 1983 in 1984 gostila dve dirki ameriškega prvenstva Indy Car World Series. Dirkališče je bilo začasno urejeno na parkirišču hotela in igralnice Caesars Palace, kjer so po letu 1984 zgradili nove stavbe.

## Zgodovina
Potem ko je bilo odločeno, da bo dirka svetovnega prvenstva Formule 1 za Veliko nagrado ZDA leta 1980 iz varnostnih razlogov zadnjič prirejena na tradicionalnem dirkališču Watkins Glen, so odgovorni iskali druga dirkališča v Združenih državah Amerike. Pri iskanju so srečali predstavnike mesta Las Vegas, ki so želeli prekiniti povezovanje tega kraja s podobo mafijskega igralniškega raja, ki je nastala v 70. letih 20. stoletja. Prepričani so bili, da je za dosego tega cilja treba prirediti mednarodno odmeven dogodek v Las Vegasu, pri čemer so videli Formulo 1, ki je bila v tem času pod močnim evropskim vplivom, kot najboljšo opcijo. Proga, ki je ustrezala takratnim standardom za prirejanje dirk za Velike nagrade, je bila urejena na parkirišču v neposredni bližini hotela Caesars Palace, ki je bil v tem času eden največjih in najbolj znanih hotelov v Las Vegasu.
Velika nagrada Las Vegasa je kot dirka svetovnega prvenstva Formule 1 potekala dvakrat, v letih 1981 in 1982. Dogodek v puščavski metropoli ni imel prihodnosti, saj je bilo število gledalcev omejeno, dirkači in člani moštev pa so se pritoževali nad hrapavo površino proge, puščavskim peskom in včasih izjemno vročino.
V letih 1983 in 1984 se je dirka nadaljevala odvijati kot del ameriškega prvenstva Indy Car World Series, vendar je bila proga urejena brez ovinkov v osrednjem delu dirkališča ter sestavljena zgolj iz zaporedja levih ovinkov in ravnin, s čimer se je dolžina zmanjšala na 1,811 kilometra. Leta 1983 je na tej dirki zmagal legendarni ameriški dirkač Mario Andretti, leta 1984 pa se je na seznam zmagovalcev kot četrti in zadnji na dirkališču pri hotelu Caesars Palace uvrstil Tom Sneva. Od leta 1996 v Las Vegasu obstaja stalno dirkališče, imenovano Las Vegas Motor Speedway, ki danes gosti večino dirk v tem mestu.
Na mestu dirkališča oziroma parkirišča pri hotelu Caesars Palace sta danes nakupovalno središče Forum Shops, ki je del tega hotela, in še en hotel, imenovan The Mirage.

## Zmagovalci
Dirke, ki so štele za svetovno prvenstvo Formule 1, označuje belo ozadje, dirke prvenstva Indy Car World Series pa modro.
| Leto | Dirkač           | Konstruktor   | Poročilo |
| ---- | ---------------- | ------------- | -------- |
| 1984 | Tom Sneva        | March-Ford    | Poročilo |
| 1983 | Mario Andretti   | Lola-Ford     | Poročilo |
| 1982 | Michele Alboreto | Tyrrell-Ford  | Poročilo |
| 1981 | Alan Jones       | Williams-Ford | Poročilo |